# Tine Baanders

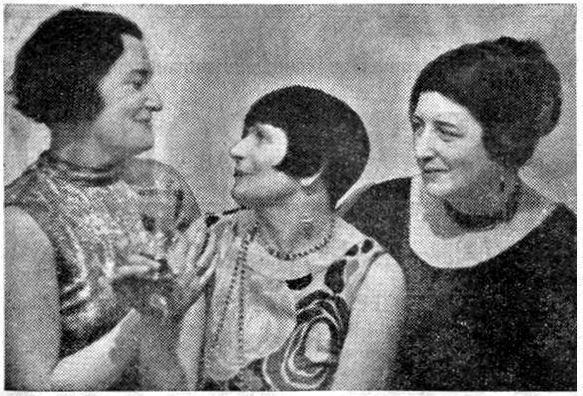
Tine Baanders (li), Else Berg und weitere, 1931

Martina Tine Baanders (* 4. August 1890 in Amsterdam; † 24. November 1971 in Maarssen) war eine niederländische Grafikdesignerin.

## Leben und Werk
Tine Baanders wurde am 4. August 1890 in Amsterdam als jüngstes von acht Kindern des Architekten Hermanus Hendrikus Baanders (1849–1905) und Lena van den Berg (1848–1914) geboren. Sie blieb unverheiratet.
Sie besuchte die von 1906 bis 1909 die Kunstnijverheidteekenschool Quellinus. Dort wurde sie im dekorativen Zeichnen, Naturzeichnen und der Lithografie ausbildet. Sie errang bei ihrer Abschlussprüfung die Silbermedaille. Mit Privatunterricht bereitete sie sich auf die Aufnahmeprüfung für die Rijksakademie van beeldende kunsten in Amsterdam. Außerdem besuchte sie einen Buchbindekurs an der Dagteeken- en Kunstambachtschool voor Meisjes. Ihre ersten Aufträge erhielt sie um 1910. Sie wohnte von 1911 bis 1912 bei ihrer Freundin Cateau Berlage in Zürich. Dort besuchte sie einen Kurz an der Kunstgewerbeschule über Buchbinden und Lithografie. In Zürich arbeitete sie für das Grafikunternehmen Wolfensberger und gestaltete einen Unternehmensdruck. Nach ihrer Rückkehr in den Niederlanden arbeitete sie als unabhängige Designerin und studierte bis 1917 an der Rijksakademie. Dort belegte sie Zeichen- und Malkurse. Sie trat der Nederlandsche Vereeniging voor Ambachts- en Nijverheidskunst und übte in der Berufsorganisation auch verschiedene Ämter aus.
Ihre Ausbildung finanzierte ihr Bruder Herman Ambrosius Jan Baanders, der das Architekturbüro ihres Vaters weiter führte und von dem sie nach ihrer Ausbildung auch Aufträge bekam. Als selbstständige Grafikdesignerin gestaltete sie Buchumschläge für mehrere Verlage. Auch für die Frauenbewegung interessierte sie sich. Dies zeigte sich in ihrer Einrichtung für die Ausstellung „Die Frau 1813–1913“ und in ihrer Unterstützung bei der grafischen Aufbereitung von Statistiken für die Ausstellung. 1917 schmückte sie die Wände des Gemeindehauses im Gartendorf Heijplaat in Rotterdam. Das Autogrammbuch von Aletta Jacobs aus dem Jahr 1919, anlässlich des 25-jährigen Jubiläums der Association for Women's Suffrage wurde von ihr entworfen.
An der Dagteeken-en Kunstambachtschool for Girls arbeitete Tine Baanders ab 1919 als Lehrerin für Buchbinderei. Außerdem wurde sie künstlerische Leiterin der Abteilungen Grafik, Buchbinderei und Kalligraphie und entwarf Briefpapier und Einladungen für einen Tag der offenen Tür. Mit der Schule blieb sie auch verbunden, als diese nach einer Fusion mit anderen Institutionen im Jahr 1924 zum Institute for Applied Arts Education wurde. Von 1924 bis 1938 unterrichtete sie Buchbinden und ab 1939 Kalligraphie. Diesen Nebenjob verband sie mit ihrer Tätigkeit als selbstständige Designerin.
Baanders fertigte für das Stedelijk Museum das Plakat für die „Amsterdamer Ausstellung für Heimtextilien“ im Jahr 1921 und eine Batikurkunde auf Pergament für die Eröffnung der Kunsthandwerksabteilung an. Sie entwarf zwischen 1924 und 1929 Cover für Wendingen, die Orgel der Architekturgesellschaft Architectura et Amicitia, und für den Papiergroßhändler G.H. Bührmann entwarf zwischen 1925 und 1940 Papiermarken, „Kunstpostkarten“ und Verpackungsmaterial. Auch fertigte sie Kalenderentwürfe für die Tirion und den Verlag Bruna an und arbeitete zwischen 1926 und 1936 für die Stadt Amsterdam. International war sie unter anderem 1925 mit Arbeiten auf der „Exposition Internationale des Arts Décoratifs et Industriels Modernes“ in Paris vertreten.
Tine Baanders lebte lange Zeit in Amsterdam, in eine ihrer Wohnungen hatte sie ein Oberlicht, das den Raum als Atelier geeignet machte. Sie pflegte viele Kontakte in Künstlerkreisen war bekannt mit dem Malerpaar Else Berg und Mommie Schwarz, der Tänzerin Gertrud Leistikow, der „Amsterdamer Jofferin“ Lizzy Ansingh, der Schriftstellerin Jeanne van Schaik-Willing und den Architekten der Amsterdamer Schule, insbesondere Michel de Klerk und Piet Kramer. Für Arthur van Schendel entwarf sie Buchumschläge auch mit Adriaan Roland Holst und seinem Onkel Richard war sie bekannt. Ab 1923 hatte Tine eine Beziehung mit der Malerin Hermana Carolina Teun Timmner und ab 1934 mit der deutschen Malerin Dora Castell. Eine Vertraute war die Stadtarchivarin von Amersfoort, Louise G.A. Bolleman. Mit Teun Timmner und anderen Freunden unternahm Tine in leichten Sportwagen aus den späten 1920er Jahren lange Autofahrten durch Europa, was für Frauen damals noch ungewöhnlich war.
Anfang 1940 zog Tine Baanders in das „Vrede-Rust“-Haus am Binnenweg in Baambrugge. Dort brachte sie während des Krieges mehrere Menschen, die untergetaucht waren unter. Durch ihre Mitarbeit an der illegalen Publikation von Cor van Teeseling (1915–1942) spielte sie eine Rolle im Widerstand der Künstler.
Tine Baanders unterrichtete von 1949 bis 1953 Kalligraphie an der Akademie für Kunst und Industrie in Enschede, die 1946 eröffnet wurde. Später war sie eine der Leiterinnen der Abteilung Werbung, wo Werbung, Illustration, Typografie und Fotografie unterrichtet wurden. Nach ihrer Pensionierung im Jahr 1955 gründete sie den später nach ihr benannten Preis für Nachwuchstalente am Institut für Angewandte Kunstpädagogik in Amsterdam.
Bis zu ihrem 78. Lebensjahr lebte Tine Baanders in Baambrugge. Dann zog sie in ein privates Pflegeheim in Maarssen, wo sie am 24. November 1971 starb.